# Stane Derganc
Stane Derganc (n. 23 aprilie 1893, Ljubljana, Slovenia – d. 9 august 1981, Ankaran, Comuna urbană Koper, Slovenia) a fost un gimnast artistic ce a reprezentat Republica Socialistă Federativă Iugoslavia, medaliat olimpic. A participat la 2 ediții ale Jocurilor Olimpice (1924, 1928) în care a câștigat două medalii de bronz.